# IAI 헤론

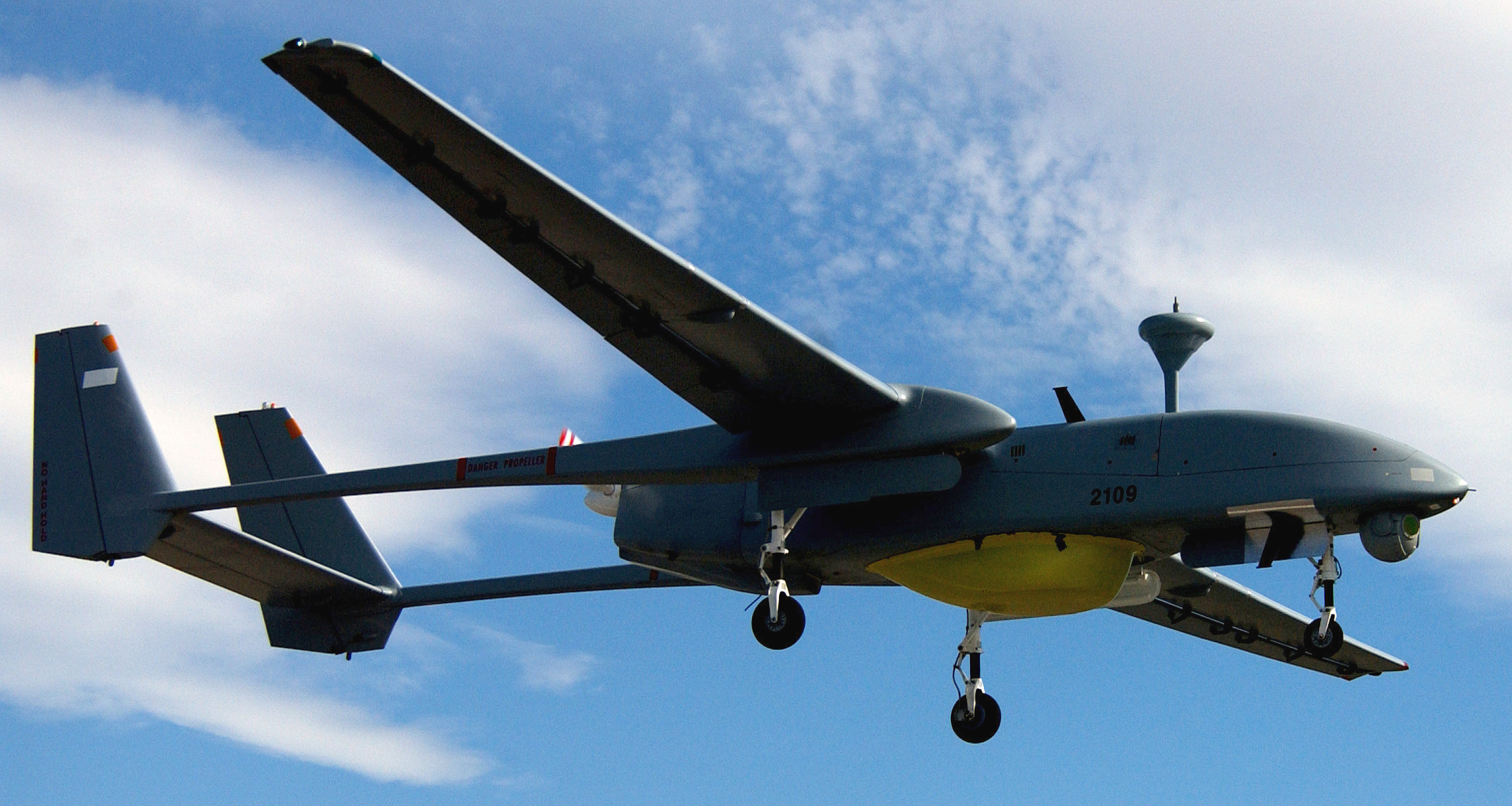
미국 네바다주 FALLON 해군기지에서 비행중인 헤론 UAV

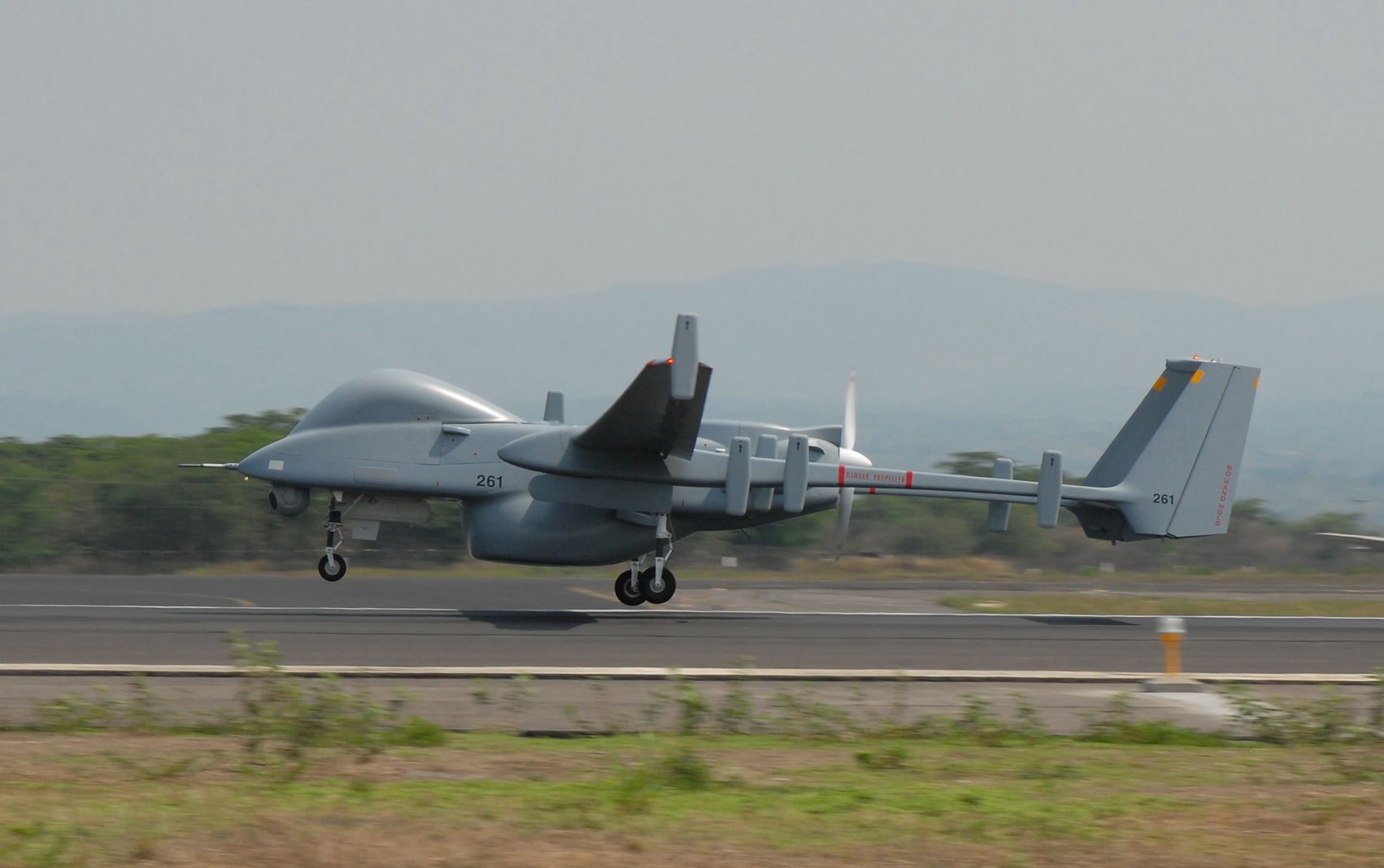
엘 살바도르에서 이륙중인 헤론

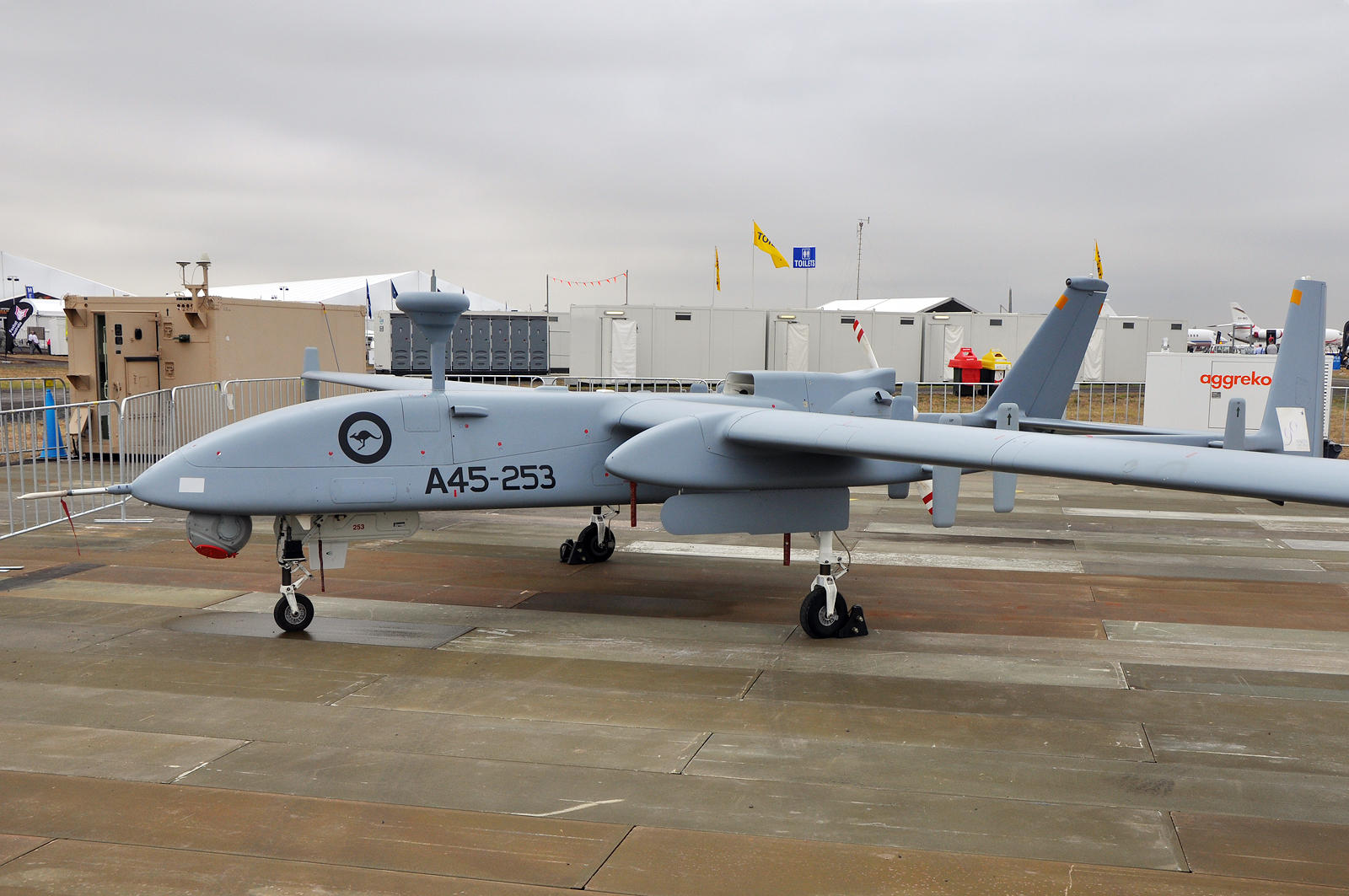
4대를 도입한 호주 공군의 헤론

헤론은 이스라엘 IAI사의 중고도 장시간 체공(MALE) 무인 정찰기이다.
헤론은 목표물 획득과 포병의 방향조정에도 사용할 수 있다.

## 파생형
Heron MK I최초 버전. 2005년 공개. 최대이륙중량 1.15톤. 체공시간 52시간. 대한민국이 3대 도입
Heron-TPIAI 이단, 2007년 공개. 최대이륙중량 5.4톤
Super Heron2014년 공개. 최대이륙중량 1.45톤
Heron MK II2020년 공개. 최대이륙중량 1.35톤. 체공시간 45시간

## Heron MK II

### 장거리 정찰
최대화물중량이 기존의 250 kg에서 490 kg으로 늘어났다.
더 대형의 정찰장비를 탑재할 수 있어서, 더 먼 거리를 정찰할 수 있다.

### Long Runner
Heron 제품군은 최근 원격 임무와 최소한의 인프라로 원격 사이트에서 이륙 및 착륙을 지원하는 획기적인 기술 및 운영 기능을 추가했다. 이 모든 기능은 위성 통신을 통해 이루어진다. 이 새로운 기능을 통해 Heron은 운영 기지에서 수천 킬로미터 떨어진 원격 활주로에 자동으로 착륙하고 이륙할 수 있으며, 추가 임무를 위해 이륙하기 전에 기본적인 연료 인프라를 갖춘 소규모 팀이 서비스를 제공한다.
"Long Runner"는 Heron 및 Heron TP 기체에 통합될 수 있다. 예를 들어, Heron은 이스라엘에서 발사되어 이탈리아에 착륙한 후, 연료를 재공급하거나 재구성하여 원격으로(이스라엘에서) 발사하여 다른 임무를 수행할 수 있다. 이 개념은 또한 대체 임무 유형에 맞게 재롤링할 수 있는 기체의 탑재량 유연성을 높이도록 설계되었다.
플랫폼의 통합 위성 통신과 정밀 자동 이륙 및 착륙(ATOL)을 활용하는 "Long Runner"는 항공기의 전방 운영 기지 또는 목적지에 지상 제어 스테이션과 비행 승무원을 배치할 필요성을 없애 최고의 운영 유연성을 제공한다. SATCOM 제어는 또한 비행 인력 자원의 상당한 절감, 비행 시간 및 연료 사용량 감소, 임무 지역의 운영 가용성 증가, 일상 및 비상 착륙의 유연성으로 이어진다. 새로운 기능으로 이미 운영 중인 Heron 유닛은 "Long Runner" 운영 개념을 사용하여 전 세계적으로 복잡하고 어려운 임무를 처리하는 운영 역량을 향상시킨다.

## 대한민국
2014년, 한국은 헤론 도입을 결정했다. 2015년 말까지 400억원의 예산을 들여 헤론 3대를 도입해 서북도서와 수도권 전방부대에 실전 배치할 계획이다. 혼선이 있는데, 300억원 3대, 400억원 3대, 400억원 4대라고도 보도되었다.
2015년, 헤론 도입시 이스라엘 IAI사의 국내 대리인을 맡았던 이규태 일광공영 회장 측이 군사기밀을 유출한 혐의로 형사처벌되었다.
2016년 6월 30일, 한국군이 운용중인 헤론은 정찰감시를 통한 목표물 획득과 포병의 방향조정에도 사용할 수 있는 것으로 알려졌다. 한국군은 이같은 감시자산을 통해 서해 NLL 이북 지역의 아리도와 갈도 등에서 병력 이동 등 움직임을 관찰하고 있다.
2016년 6월 30일, 글로벌 호크 3대를 구매계약한 일본이 고민하고 있다. 방위성과 자위대 간부들 사이에서 "글로벌호크가 짐이 되고 있다"는 말을 한다. 기상조건이 나쁜 고고도 상공을 비행하는 정찰기의 특성상 점검정비에 시간이 걸려 "대당 일주일에 2~3회 비행이 한도"이며, 정비는 미군만이 가능하며, 정기점검은 미국 본토에 이송해서 받아와야 한다. 정찰사진 위성통신 중계도 보안문제로 미국이 독점한다. 이런 이유로 1년 운영유지비가 1120억원이 넘을 것으로 보인다. 방위성과 자위대는 이러한 보안문제가 없는 이스라엘 헤론 도입을 주장한다. 글로벌 호크와 달리 헤론은 자유롭게 뜯어볼 수 있으며, 일제 장비도 자유롭게 장착할 수 있다.
2016년 12월 1일, 랜 태이버 엘빗시스템 아시아 비즈니스 부책임자는 "이스라엘이 무인기 분야에서 세계 최고의 기술력을 갖게 된 것은 주변 이슬람 국가와의 끝 모를 싸움" 때문이라고 설명했다. 도론 호레시 IAI 아시아 마케팅 담당 임원은 "공중과 해상에서 북한의 미사일 위협에 대응해야 하는 한국군이 정찰 및 요격 업무 등을 수행하려면 우리의 드론이 꼭 필요하다"라며 "조만간 북한 병사가 남한의 드론과 싸우는 시대가 올 것"이라고 전망했다.
2017년 3월 13일, 주한미군은 공격형 무인기 MQ-1C 그레이 이글과 이를 운용할 중대급 병력을 군산 공군기지에 상시 배치하는 절차에 착수했다고 밝혔다. 구체적인 배치 대수는 밝히지 않았지만 1개 중대가 운용하는 그레이 이글은 12대로 알려져 있다. 5톤 그레이 이글은 1톤 헤론보다 5배 크지만, 고도 10 km에서 30시간 정찰비행을 하는 것은 비슷한 기종이다.
2017년 5월 27일, 북한 조선중앙통신은 "5월 26일 7시 46분부터 20시 40분 사이에 남조선 괴뢰군부 호전광들은 무인정찰기 '헤론' 1대를 서해열점 수역과 그 주변 지역 상공에서 행동시키면서 무려 4차에 걸쳐 우리측 영공에 깊숙이 침범시키는 엄중한 군사적 도발 행위를 감행하였다"고 보도했다.
육군지상작전사령부는 무게 500 kg 서처 II 보다 대형인 무게 1100 kg IAI 헤론 3대를 사용중인데, 2018년에 1대가 추락했다., 2024년에 북의 GPS교란으로 1대가 추락했다. 2025년 3월 착륙중 수리온과 충돌하여 1대가 소실되었다. 무게 1020 kg 미국 MQ-1 프레데터와 비슷한 무게이다.

## 운영국가

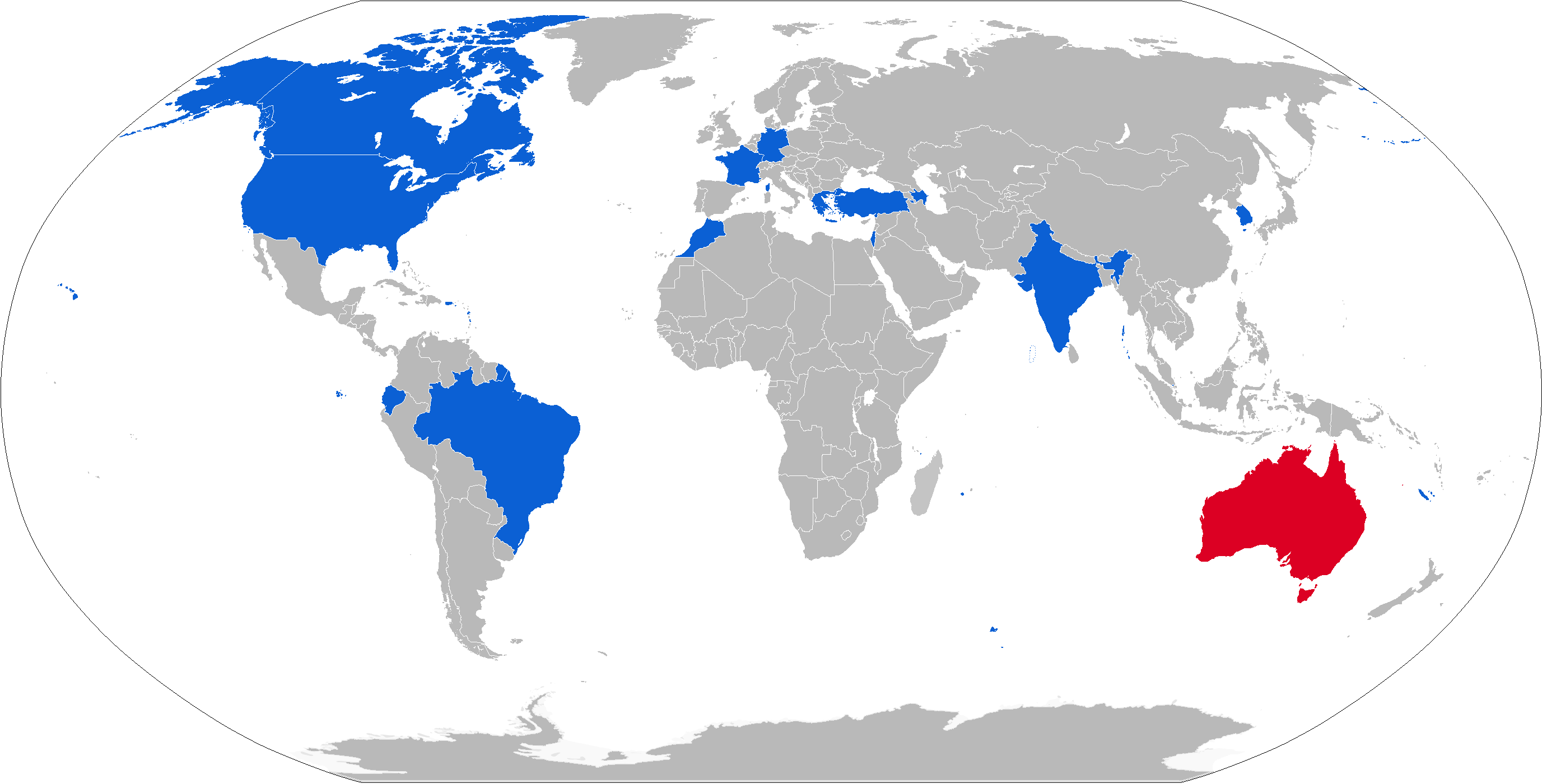
헤론 도입국가

2004년에 인도에서 2억 달러어치의 헤론 시스템을 주문하였다. 인도는 이스라엘의 최대 무기수입국이다.
2013년 12월 29일, 맘모한 싱 총리가 단장인 인도 내각 안보위원회가 파키스탄과 중국 접경 지역에 대한 감시 능력을 높이기 위해 이스라엘제 헤론 1 드론 15기를 도입하기로 결정했다. 인도는 헤론 50기를 수입해 헤론 최대 수입국인데, 이번에 15대를 추가, 65대를 수입하기로 결정했다. 헤론의 가격대 성능비, 정찰능력 등 종합적인 성능은 인도의 대량배치가 실전에서 증명하고 있다.
2005년, 이스라엘 공군은 5천만 달러어치의 헤론시스템을 구입했다. 제식명칭은 Machatz-1으로 정했다.
 아제르바이잔
 오스트레일리아
- 호주 공군 – 3[13]

 브라질
- 브라질 경찰- 15[14][15]

 캐나다
- 캐나다군 – 3대. 2008년부터 2011년까지 3년간 리스계약[16]

 에콰도르
- 에콰도르 해군 – 2[17]

 프랑스
- 프랑스 공군 – EADS 하르팡

 독일
- 독일 공군 – 3대, 2대의 지상시설, 2010년 1년간 리스계약[18][19]

 인도
- 인도 공군 – 50대[20][21]
- 인도 해군[22]

 이스라엘
- 이스라엘군 – 1+[23]

 싱가포르
- 싱가포르 공군

 미국
- 미국 해군 – 2[24]

 멕시코
- 멕시코 경찰 – 3

 대한민국
- 대한민국 육군 – 3

## 제원
일반 특성
- 길이: 8.50 m (27.90 ft)

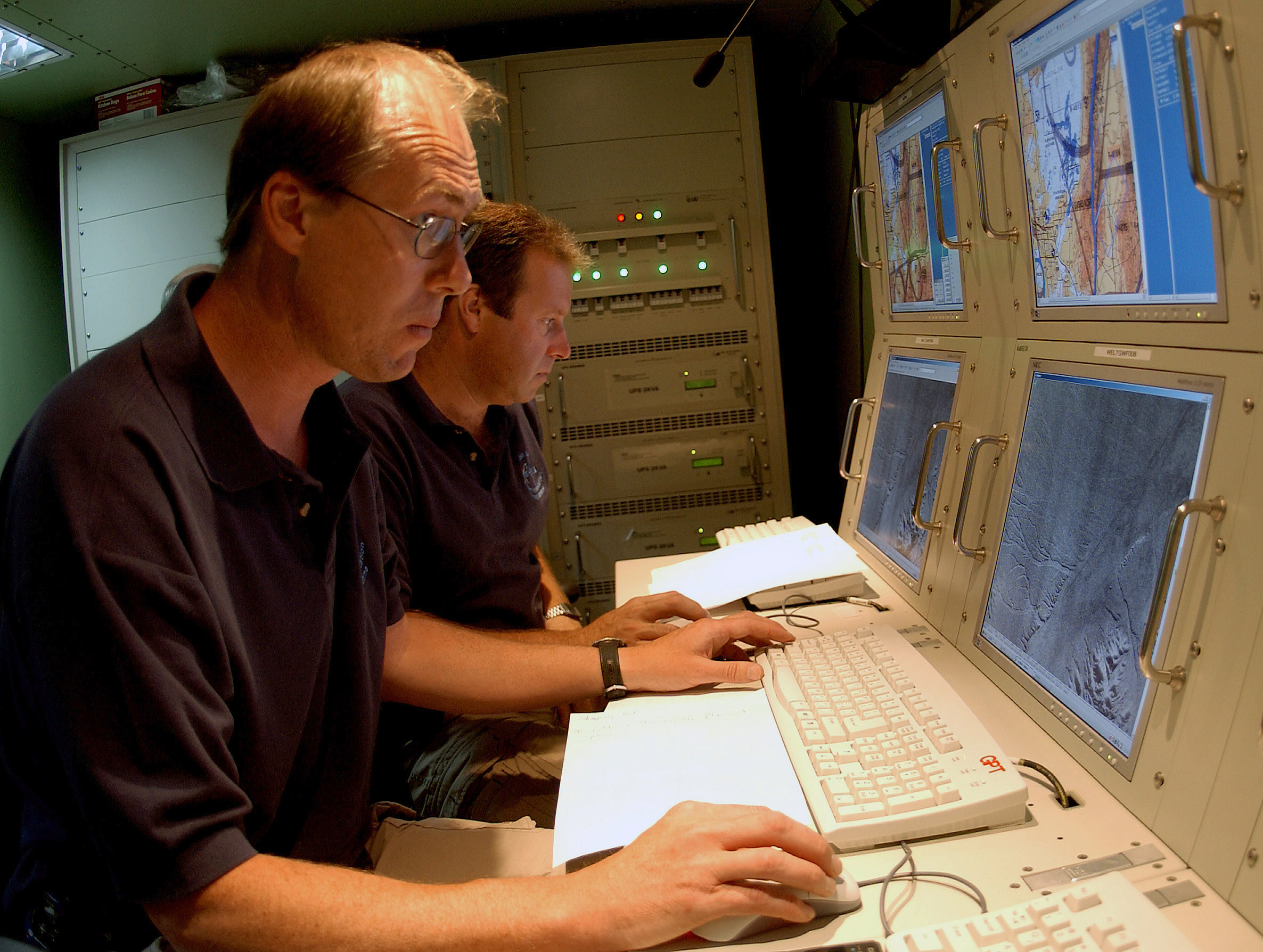
헤론의 테스트용 원격 조종실 모습

- 날개폭: 16.60 m (54.50 ft)
- 최대이륙중량: 1,100 kg (2,430 lb)
- 최대화물중량: 250 kg (550 lb)
- 대당가격: 90억 원 (2003년)[25]
- 엔진:
  - 1x Rotax 914, 86 kW (115 hp)
  - Dual engines, 4 cycle, 4 cylinder with turbo charge 100 hp

성능
- 최대속도: 207 km/h (130 mph)
- 순항거리: 3,300 km (2,063 miles)
- 운용고도: 10,000 m (32,800 ft)
- 최대체공시간: 52시간
- 탐지거리: 200 km 이상

장비
- 탑재가능장비: 250 kg까지 다양한 장비 탑재가능
  - 광학카메라: IAI에서 제조한 MOSP. TV(가시광선) + IR(적외선)
  - SAR: EL/M-2055
  - 해상레이다: EL/M-2022

## 같이 보기
- UAV
- JDAM

관련 개발
- IAI 이단 : 이스라엘의 HALE UAV

유사 항공기
- MQ-1 프레데터
- 한국형 중고도 무인기 개발사업
- TAI 안카
- 성층권 비행선

관련 목록
- 이스라엘의 군사 장비